# Экономика Туниса
Экономика Туниса находится в процессе реформирования после многих десятилетий депрессивного состояния. В результате умеренного, но устойчивого роста (рост промышленности в 1990—1998 гг. составлял в среднем 5,4 % в год), в настоящее время она находится на 97 месте в мировом рейтинге.
Тунис — аграрная страна с развивающейся промышленностью.
Денежная единица страны — тунисский динар.

## История
С 1969 года в стране начался энергичный процесс реформ, в частности приватизации государственных предприятий. Были либерализованы система торговли и финансов, ликвидированы не оправдавшие себя кооперативы, стали активно поощряться частное владение землей и предпринимательство. Небольшое количество добываемой в Тунисе нефти и частичный её экспорт обеспечивают страну необходимой валютой, равно как и вывоз продуктов обработки фосфоритов, традиционных фиников и оливкового масла.
Большая статья дохода — тунисский туризм: достаточно напомнить о развалинах Карфагена.
Стабильность политической структуры, динамичное развитие экономики и сравнительно высокий уровень развития в стране культуры и необходимой инфраструктуры выгодно выделяют не слишком богатый, но весьма привлекательный для иностранца Тунис среди прочих стран Африки, в том числе и Северной. Из всех стран Магриба Тунис является если не наиболее процветающим, то, во всяком случае, наиболее респектабельным и близким к европейским стандартам.

## Сельское хозяйство

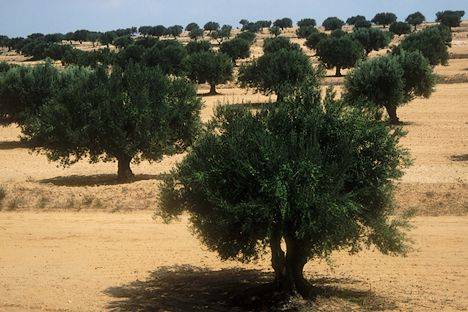
Оливковая плантация в Тунисе

Сельское хозяйство в Тунисе — основная отрасль экономики. Главные направления сельского хозяйства: выращивание оливок, возделывание зерновых культур, овощеводство, плодоводство (для тропических культур), скотоводство.

## Промышленность

### Нефтяная и газовая отрасли
Нефтедобывающая отрасль Туниса считается не очень развитой, особенно в сравнении с его соседом — Алжиром. Доказанные в 2011 году запасы нефти в Тунисе — 425 млн баррелей. По данным BP Statistical Energy Survey 2012 года, Тунис добывал в среднем 77600 баррелей сырой нефти в день в 2011 году, что являлось 0,09 % от мирового объёма и эта цифра уменьшилась на 2,5 % по сравнению с 2010 годом.
Министерство промышленности регулирует нефтяную промышленность Туниса. Государственной нефтяной компанией является  Entreprise Tunisienne d'Activités Pétrolières (ETAP), а Société Nationale de Distribution du Pètrole (SNDP) является национальной маркетинговой дистрибьюторской компанией.

## Энергетика
Суммарные запасы энергоносителей страны оцениваются в размере 0,184 млрд тут (в угольном эквиваленте). В соответствии с данными UNdata и EEC EAEC в 2019 году. Производство органического топлива — 7991 тыс. тут. Общая поставка — 12 947 тыс. тут. На преобразование на электростанциях и отопительных установках израсходовано 5495 тыс. тут или 44,0 % от общей поставки. Установленная мощность — нетто электростанций — 5526 МВт, в том числе: тепловые электростанции, сжигающие органическое топливо (ТЭС) — 91,7 % , возобновляемые источники энергии (ВИЭ) — 8,3 %. Производство электроэнергии-брутто — 22 083 млн. кВт∙ч, в том числе: ТЭС — 95,0 % , ВИЭ — 3,7 % , другие — 1,3 % . Конечное потребление электроэнергии — 17 397 млн. кВт∙ч, из которого: промышленность — 32,9 %, транспорт — 0,5 %, бытовые потребители — 32,5 %, коммерческий сектор и предприятия общего пользования — 27,6 %, сельское, лесное хозяйство и рыболовство — 6,5 %. Показатели энергетической эффективности за 2019 год: душевое потребление валового внутреннего продукта по паритету покупательной способности (в номинальных ценах) — 11 827 долларов, душевое (валовое) потребление электроэнергии — 1476 кВт∙ч, душевое потребление электроэнергии населением — 480 кВт∙ч. Число часов использования установленной мощности-нетто электростанций — 3911 часов

## Туризм
Туризм играет важную роль в экономике Туниса. Около 400 тыс. человек, что составляет 12 % активного населения страны, занято в сфере туризма.
Плохо на развитии туризма сказываются периодические теракты. Так, после взрыва в апреле 2002, во время которого погибло 19 человек, количество туристов из Германии, посетивших о. Джербу, сократилось с 300 до 120 тыс. человек в год.

### Достопримечательности и экскурсии
Тунис, занимающий стратегически выгодное территориальное положение, всегда привлекал к себе внимание развитых цивилизаций. Финикийцы, римляне, вандалы, византийцы, арабы, турки-османы и французы отметились здесь, оставив исторические памятники своего пребывания.
Многочисленные достопримечательности, среди которых несколько известных археологических комплексов, постоянно привлекают внимание туристов. На первом месте среди них по праву находится знаменитый Карфаген, небезуспешно в своё время воевавший с Великим Римом.
В результате последней Пунической войны Карфаген всё-таки был разрушен в буквальном смысле — до основания. Укрепившийся на северном побережье Африки Рим оставил современникам свои культурные памятники — сохранившиеся до наших дней развалины Капитолия, грандиозного амфитеатра, терм Антонина. Более поздние постройки — развалины византийских церквей и мусульманские памятники, датированные средними веками и сосредоточенные в Кайруане, Суссе, Монастире, Махдии, Сфаксе, не менее интересны. Нельзя обойти вниманием и столицу страны — Тунис, крупнейший порт государства, основанный финикийцами в X веке до н. э. Особенно привлекательна средневековая часть города и древний мавзолей Харасанидов.
Для любителей обозревания дикой природы предусмотрены экскурсионные маршруты с севера на юг страны. Стартовав от побережья Средиземного моря, туристы посетят по дороге и красивейшие отроги горных цепей Атласа, и обширные рощи пробкового дуба, и величественные каньоны долины реки Меджерда, и множество других живописных мест.